# Akerselva
Die Akerselv (norw.: Akerselva; -a = weiblicher bestimmter Artikel) ist ein Fluss in der norwegischen Hauptstadt Oslo.

## Verlauf
Der Fluss fließt von Nord nach Süd durch die Stadt Oslo. Er entwässert den See Maridalsvannet und durchfließt die Stadtteile Nordre Aker, Sagene, Grünerløkka, Zentrum und Grønland. Die Mündung liegt an den Paulsenkaien am Oslofjord. Der gesamte Fluss ist etwa 9,8 Kilometer lang und hat einen Höhenunterschied von etwa 149 Metern. 23 Wasserfälle befinden sich im Flusslauf. Die letzten etwa 500 Meter vor seiner Mündung fließt der Fluss in einem 1964 erbauten Düker, parallel zur Straße Nylandsveien und unterhalb der Gleise der Oslo Sentralstasjon. Direkt hinter dem neuen Gebäude der Norwegische Oper & Ballett endet der Düker am Oslofjord.

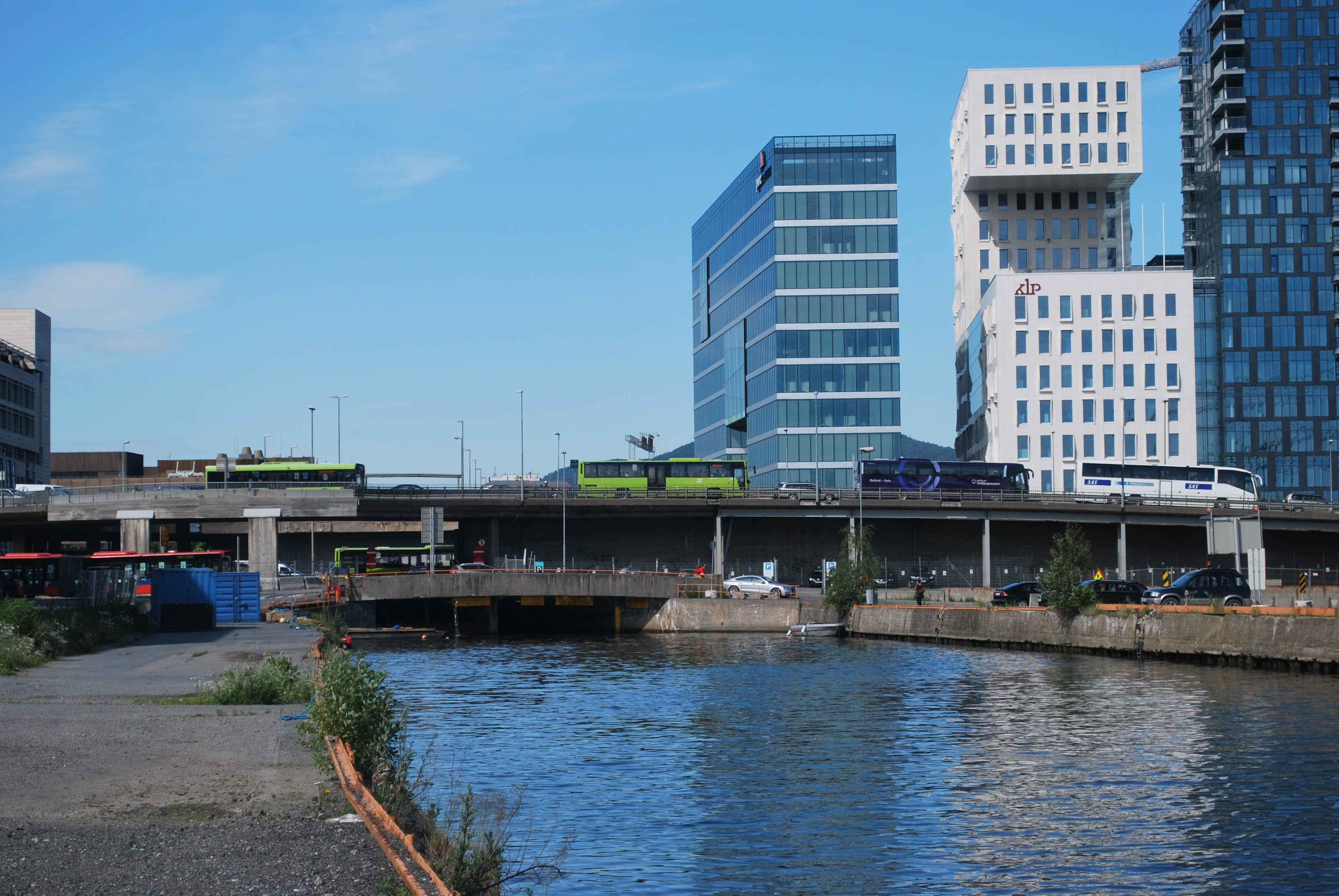
Kurz vor seiner Mündung verschwindet der Fluss in einem Düker

Er wird von der Aamodt-Brücke überquert.

## Nutzung und Geschichte

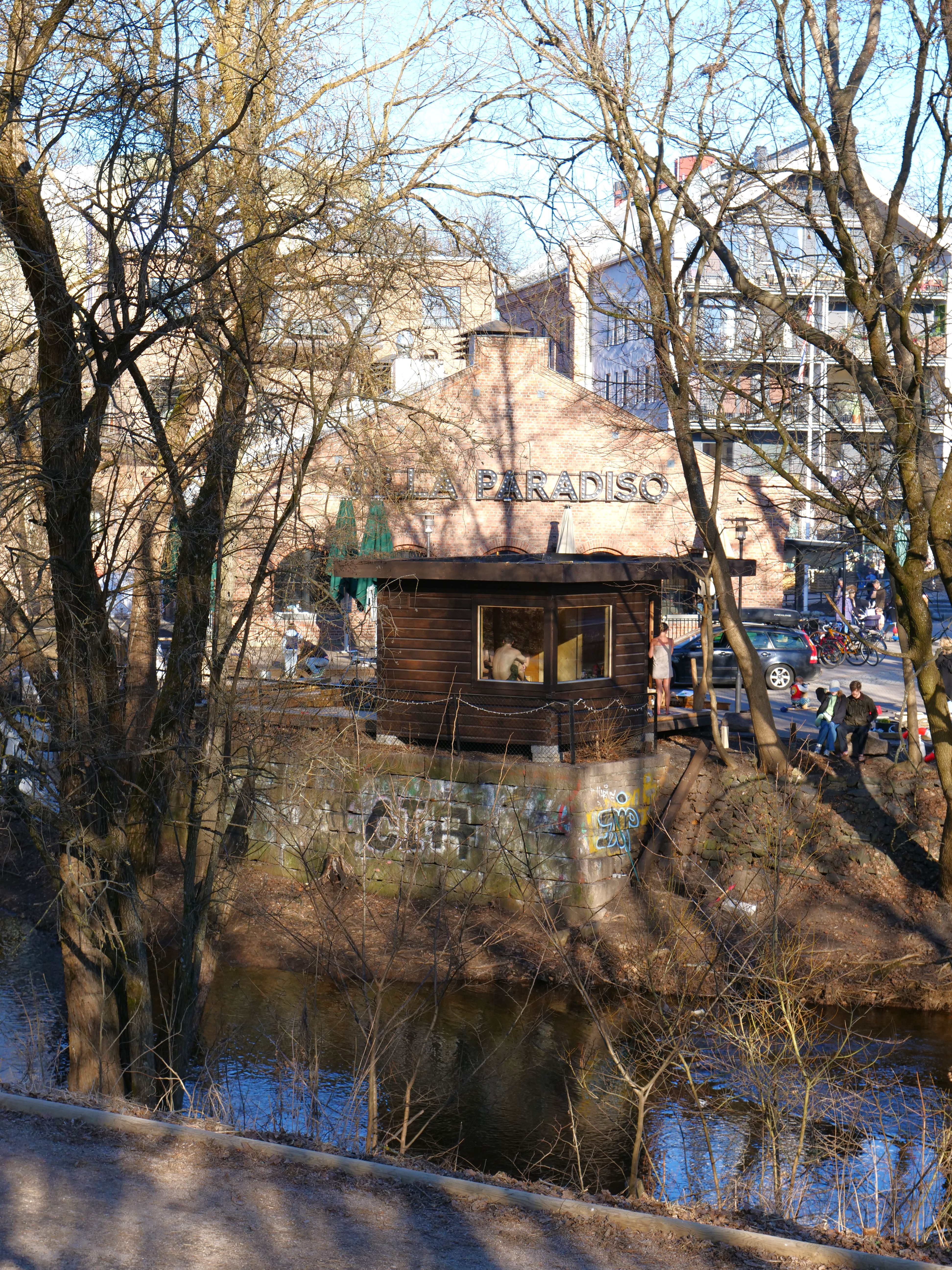
Saunabetrieb an der Akerselva

Die Wasserkraft der Akerselv wurde schon um 1220 zum Betrieb einer Mühle genutzt. In historischen Karten aus der Zeit 1794 bis 1795 wird der Fluss noch als «Agger's elv» (Agger's-Fluss) oder als «Waterland's-elv» (Waterland-Fluss) bezeichnet, nach dem angrenzenden Osloer Stadtviertel Vaterland. Auch später wurde er auch noch Vaterlandselva genannt, vor allem am Westufer im Unterlauf des Flusses im Bereich des Stadtviertels Vaterland. Im 18. und 19. Jahrhundert diente er der Energiegewinnung und Wasserversorgung für eine Reihe von Industrieunternehmen, unter anderem dem Stahlwerk Christiania Spigerverk, den Hjula Webereien und einigen Papierfabriken im oberen Flussverlauf. An der Mündung siedelten einige Werften, unter anderem die Akers mekaniske verksted und die Nylands mekaniske verksted. Durch Industrie- und andere Abwassereinleitungen wurde der Fluss stark verschmutzt, so dass unter anderem der hier heimische Lachs verschwand und der Fluss zu einem Abwasserkanal verkam. In den 1980er Jahren begann eine lokale Initiative, um die Einleitungen zu begrenzen.

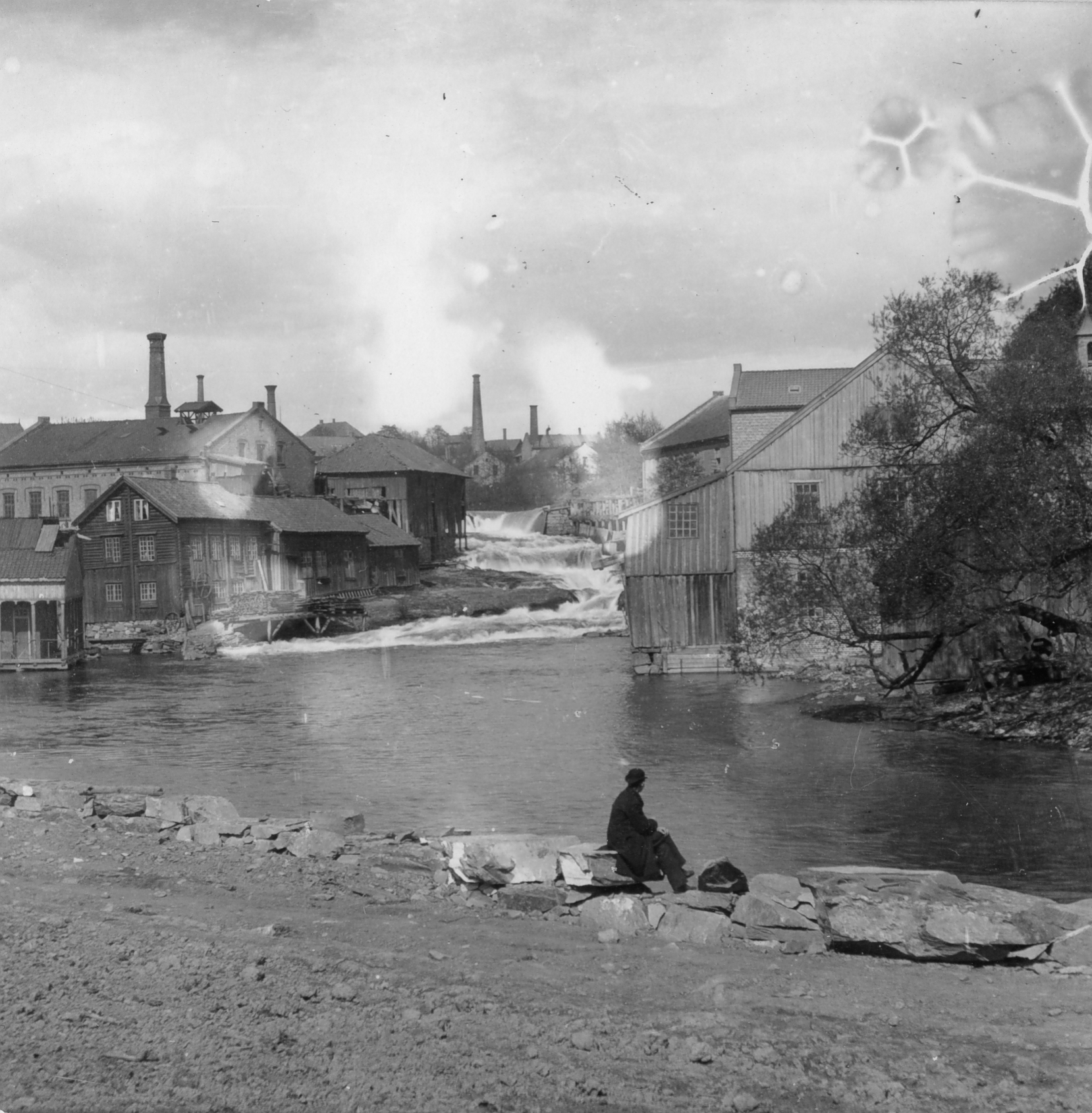
Industrie am Ufer der Akerselv
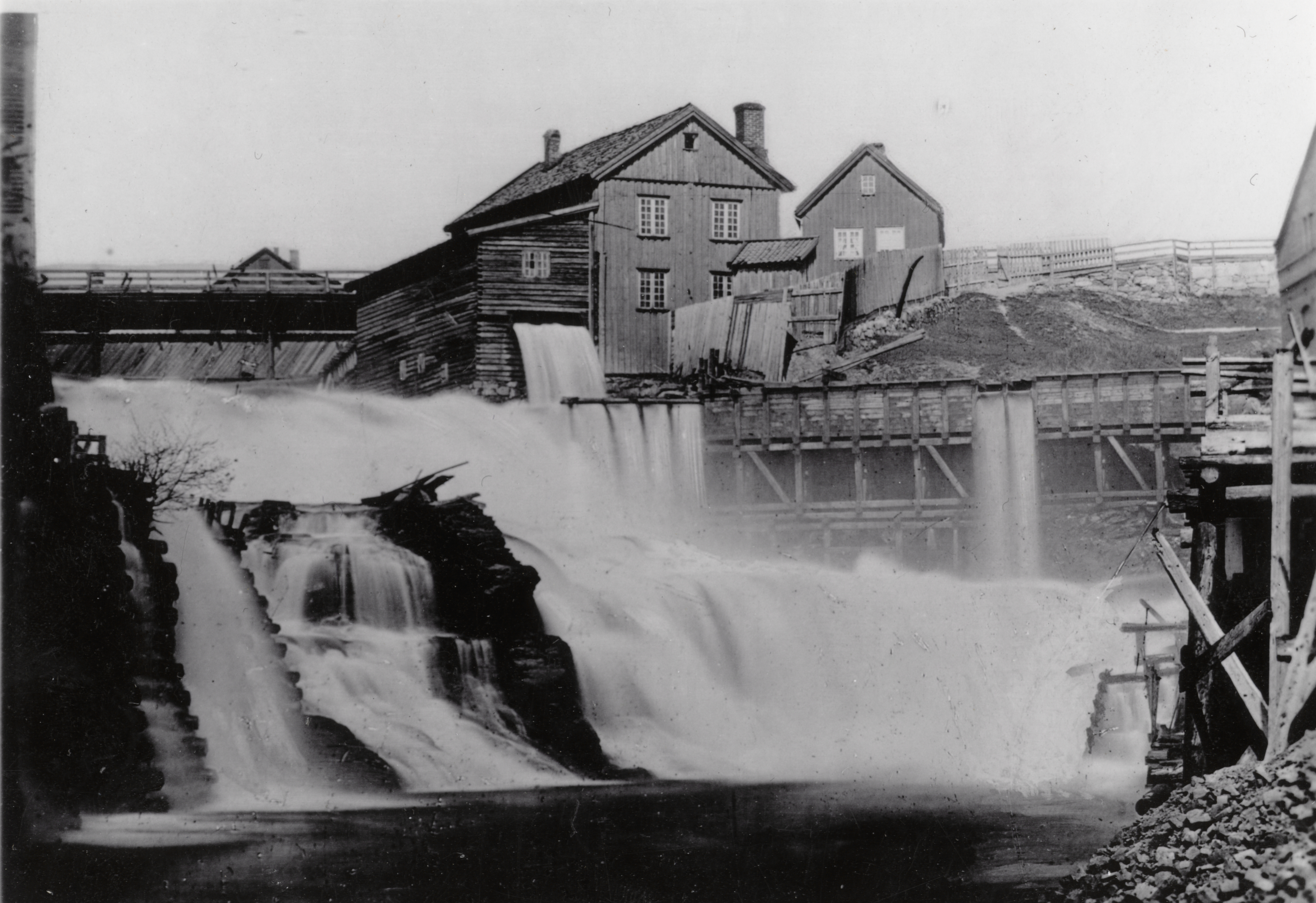
Mühle zur Nutzung der Wasserkraft
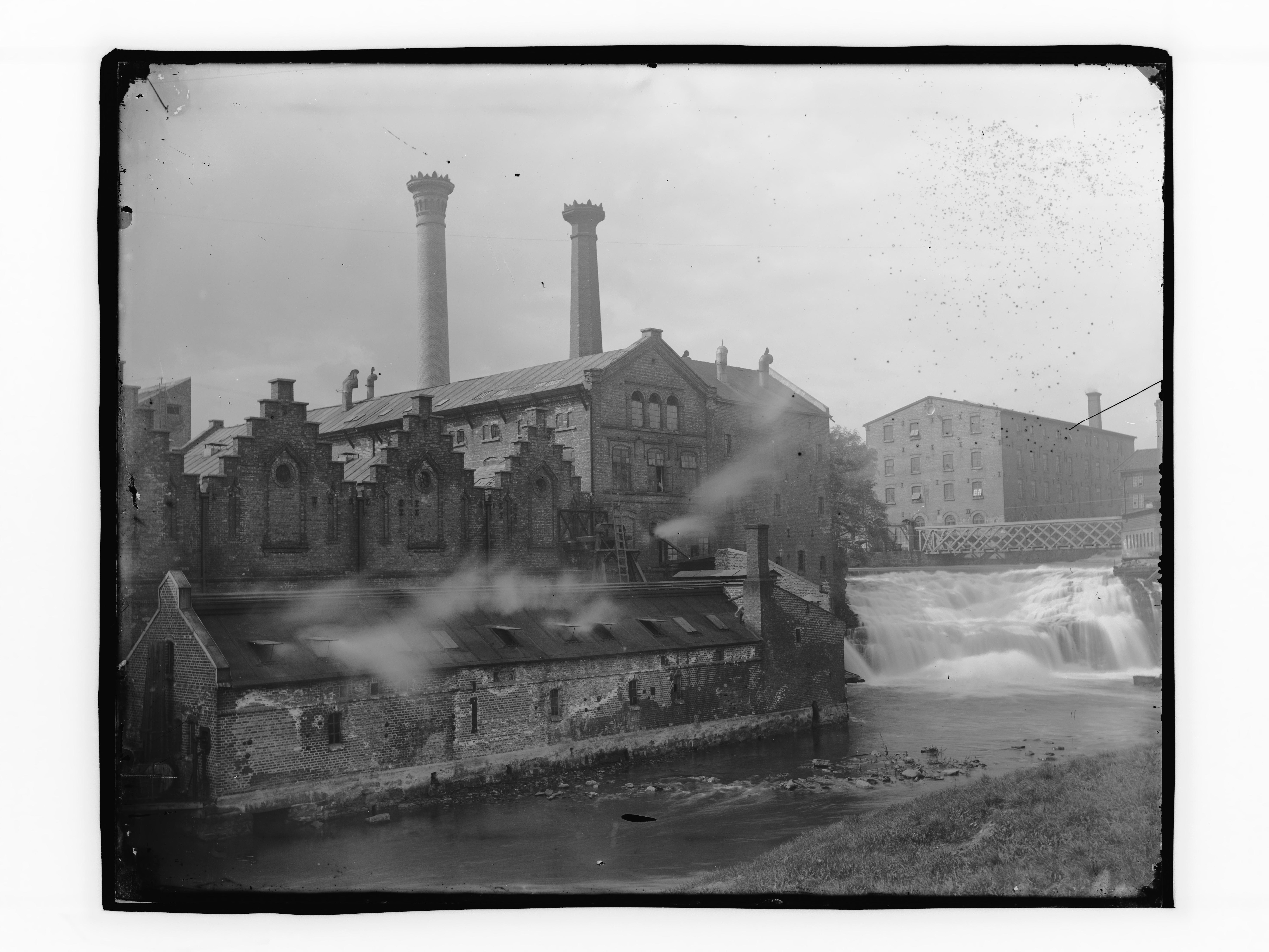
Fabriken zwischen 1880 und 1910
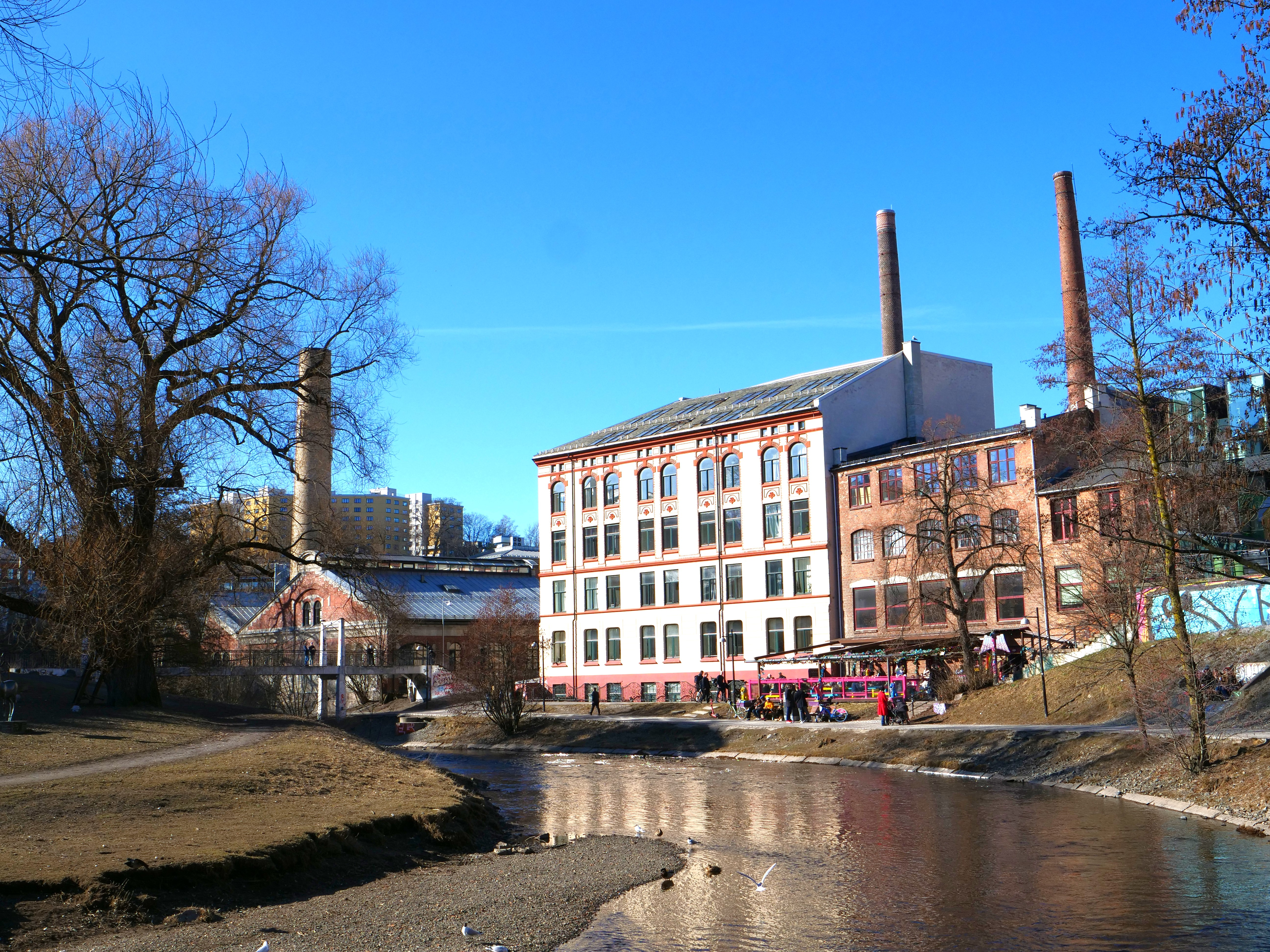
Akerselva-Fabrikambiente in neuer Nutzung

Heute ist der Fluss die „grüne Lunge“ von Oslo. An seinen Ufern befinden sich viele Parks und Wanderwege. Durch die vorhandenen Wanderwege ist es möglich, den gesamten Flussverlauf vom Maridalsvannet bis an den Fjord zu erwandern. Einige Gebiete, durch die der Fluss fließt, wurden zu Naturschutzgebieten erklärt. Viele der historischen Industrieunternehmen sind modernen Wohnvierteln gewichen. An vielen Stellen sieht man noch heute die historischen Werkshallen, die zum Teil als Wohnraum, für Gastronomie, als Werkstätten oder als Bürohäuser genutzt werden.

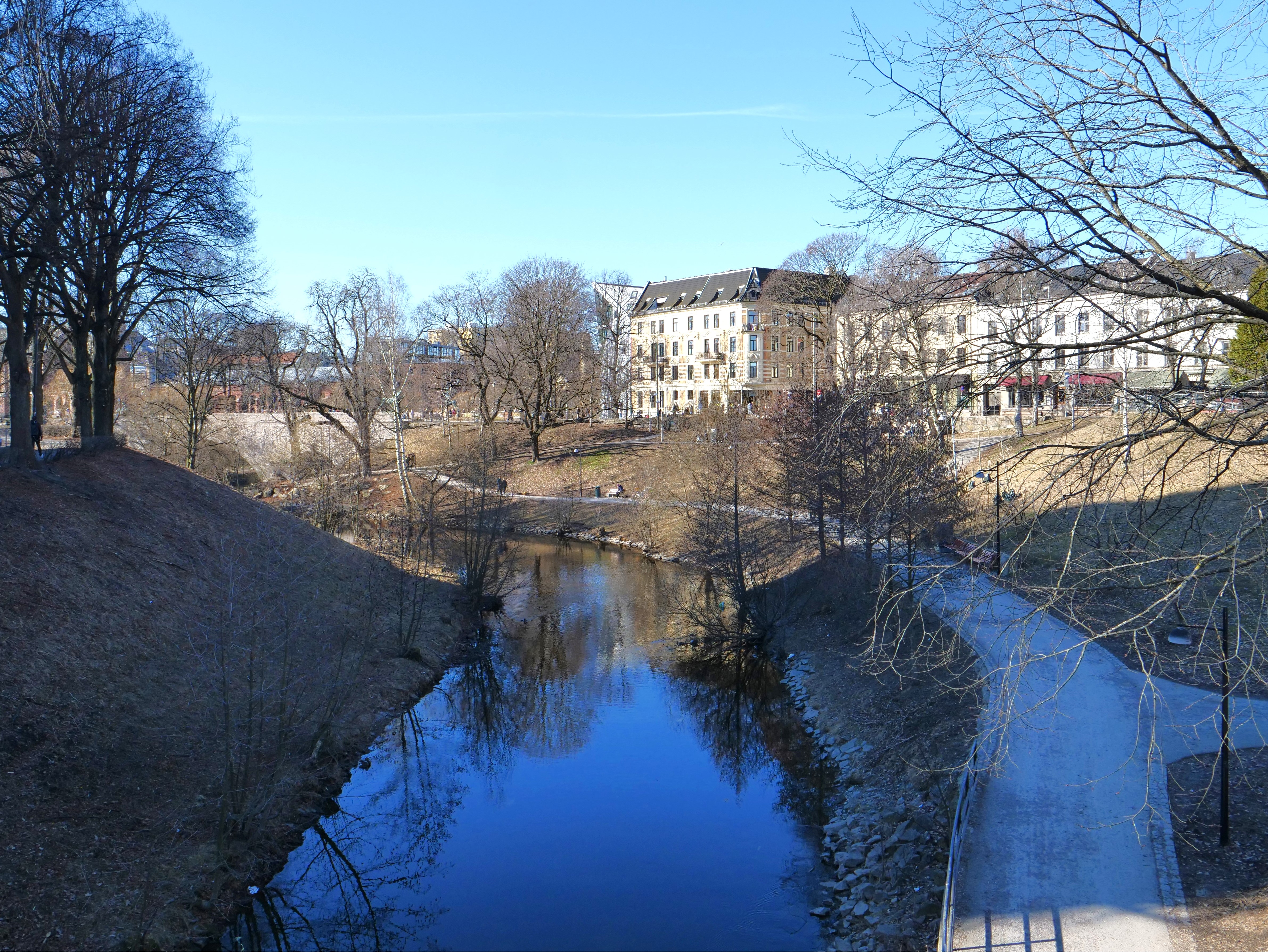
Parklandschaften auf beiden Flussseiten
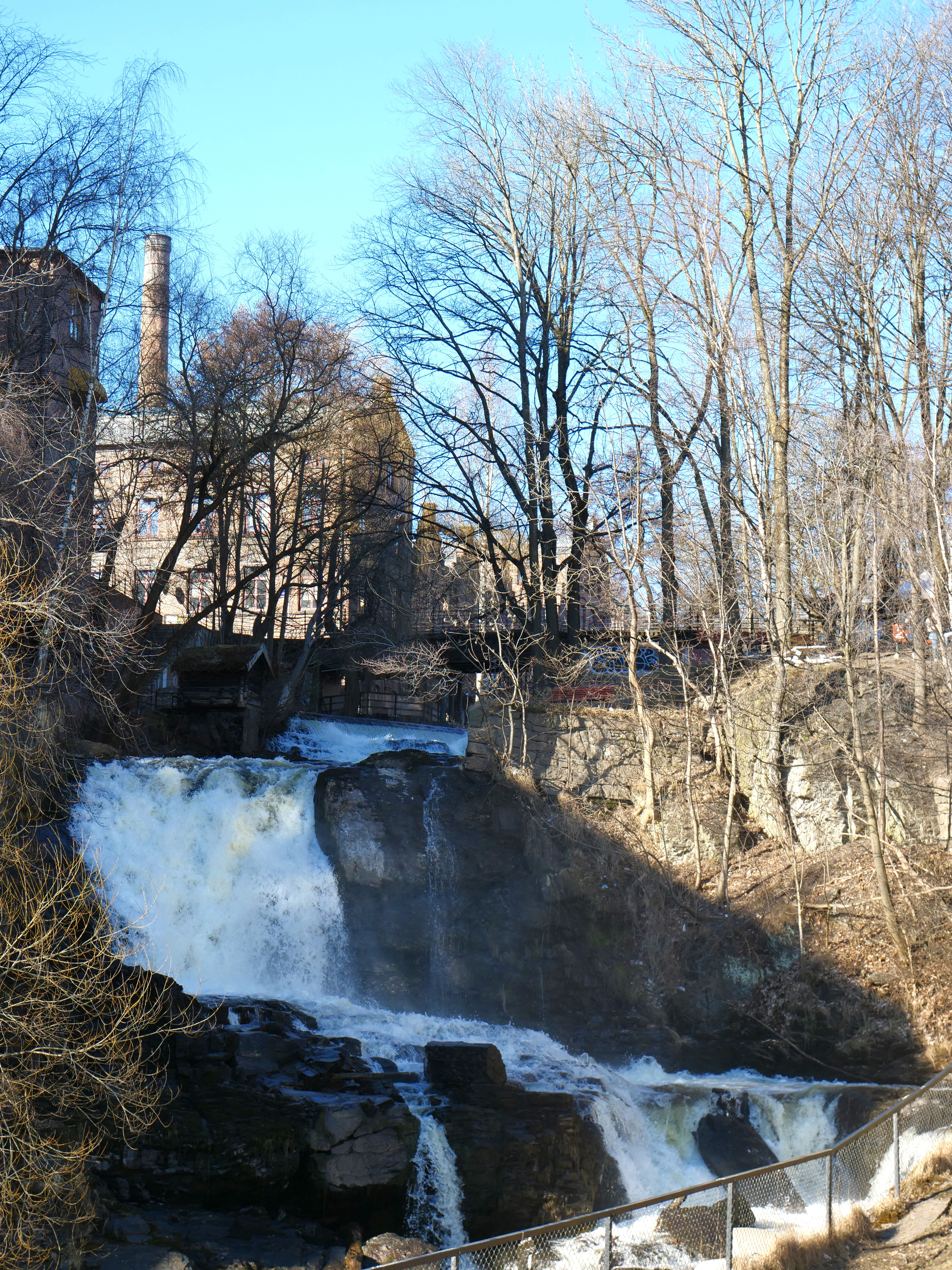
Akerselva wasserfallartig im Gefälle
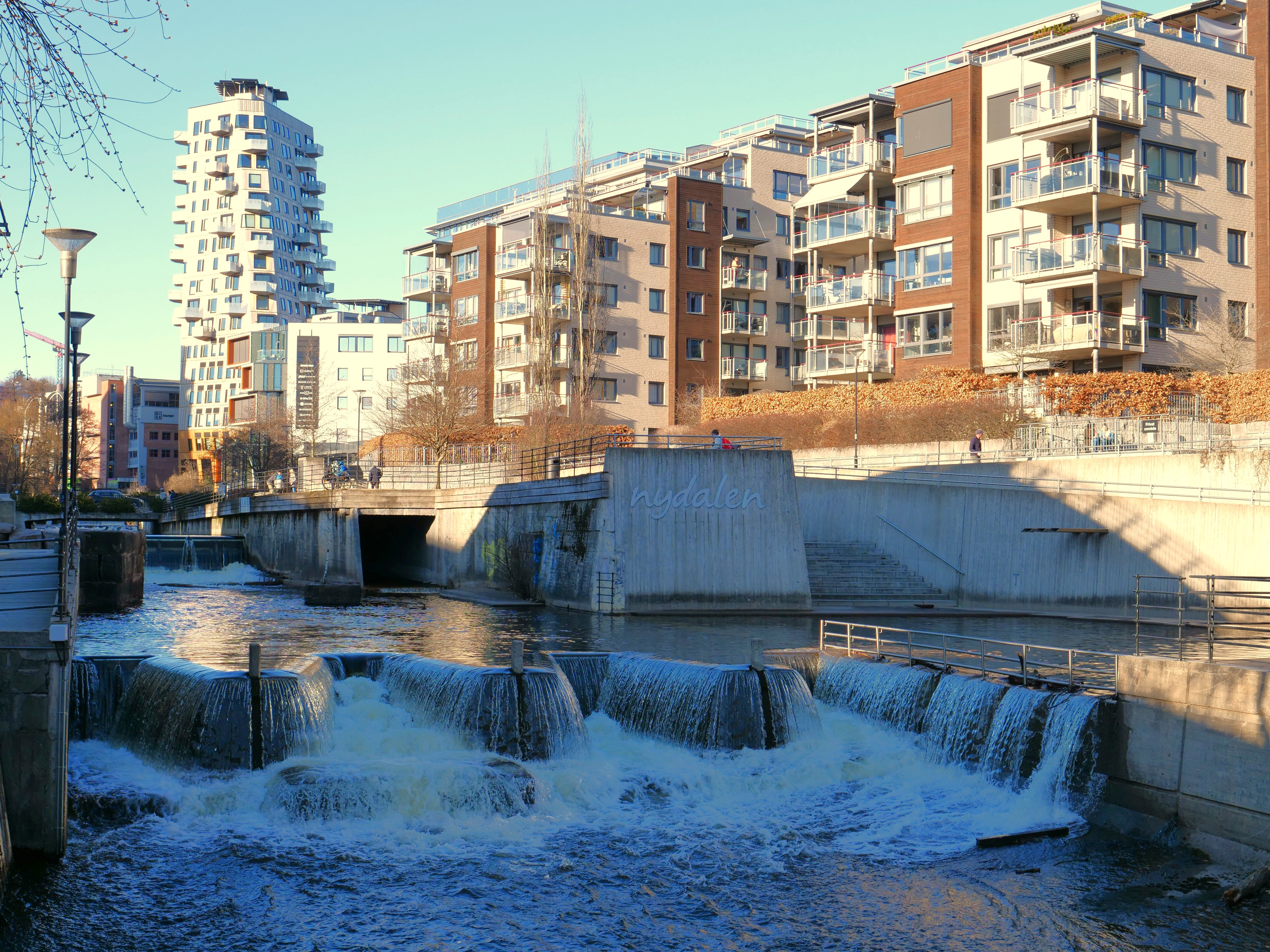
Akerselva in Nydal

## Trivia
Im März 2011 gelangten etwa 6000 Liter Chlor aus einer Kläranlage am nördlichen Flussabschnitt in den Fluss, was zu einem großen Fischsterben geführt hat.